# Vertrag von Montmirail

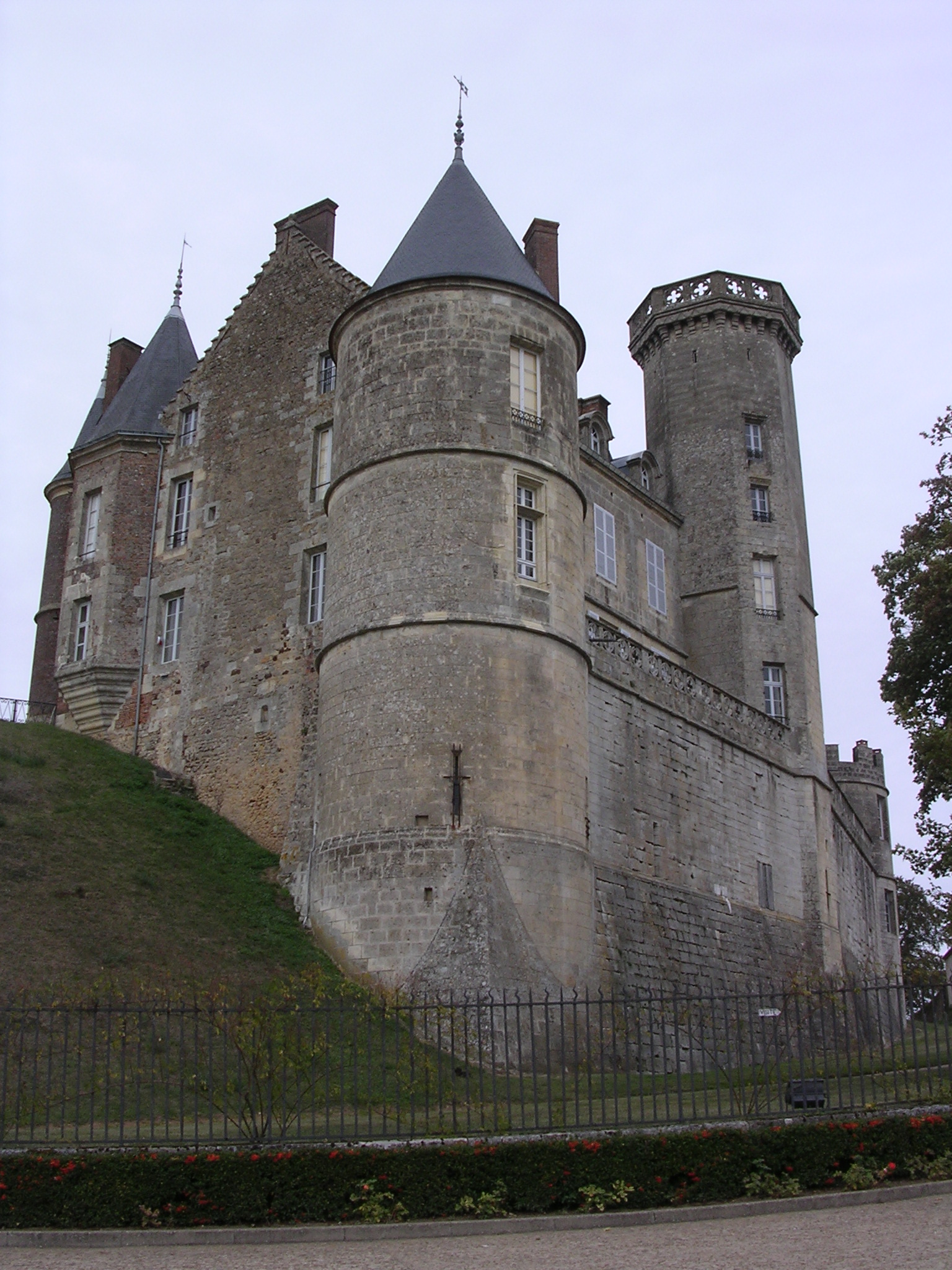
Burg von Montmirail, wo man sich traf

Das Vertrag von Montmirail war ein am 6. Januar 1169 in Montmirail abgeschlossenes Abkommen zwischen König Heinrich II. und Ludwig VII.
Heinrich entschloss sich zu einer formellen Teilung seiner Macht, um den unterschiedlichen Gegebenheiten in seinen Ländereien Rechnung zu tragen und um das Verhältnis zu König Ludwig VII. zu entspannen. Thomas Becket ging auch dorthin, um sich mit dem König zu versöhnen. Aber seine Haltung ließ den König wütend werden.
Dazu traf er sich in Begleitung seiner Söhne am 6. Januar 1169 in Montmirail zu einer persönlichen Begegnung mit dem französischen König. Dort setzte Heinrich seinen ältesten Sohn, Heinrich den Jüngeren, in Anjou, Normandie und Bretagne und den zweitältesten, Richard, in Aquitanien ein. Alle drei huldigten anschließend dem französischen König Ludwig VII.: Heinrich für den Gesamtbesitz und dessen Söhne für die ihnen zugewiesenen Gebiete. In Montmirail wurde zusätzlich eine Ehe zwischen der Prinzessin Margarethe von Frankreich und Heinrich dem Jüngeren vereinbart, der im folgenden Jahr zudem zum (Mit)König von England gekrönt wurde. Auch die Ehe zwischen der Prinzessin Alix von Frankreich und Richard wurde dort vereinbart.